# Zakurowie
Zakurowie [pronunciación en polaco: /zakuˈrɔvjɛ/] es un pueblo ubicado en el distrito administrativo de Gmina Rusiec, dentro del Distrito de Bełchatów, Voivodato de Łódź, en Polonia central. Se encuentra aproximadamente a 7 kilómetros al noroeste de Rusiec, a 33 kilómetros al oeste de Bełchatów, y a 63 kilómetros al suroeste de la capital regional Łódź.